# Thomas Ohlemacher
Thomas Ohlemacher (* 8. April 1962 in Burgschwalbach; † 7. November 2015) war ein deutscher Kriminalsoziologe, der hauptsächlich mit Polizeiforschung befasst war. Zuletzt arbeitete er für das Niedersächsische Innenministerium.

## Leben

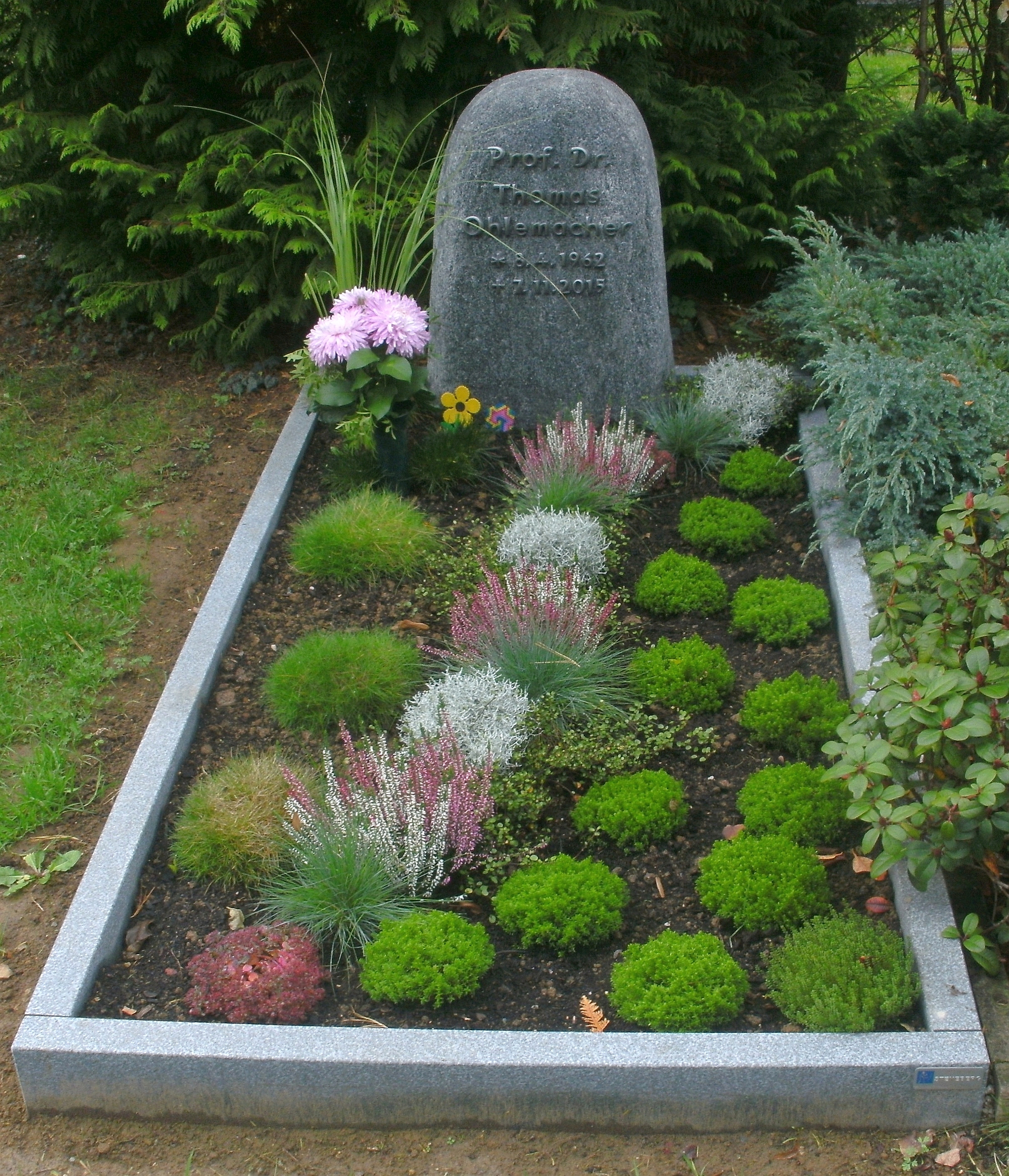
Ohlemachers Grab in Göttingen

Ohlemacher studierte Soziologie, Politikwissenschaft und Rechtswissenschaften an Philipps-Universität Marburg, der Universität Birmingham und der Universität Hamburg. In Hamburg legte er 1988 das Examen zum Diplom-Politologen ab und wurde 1992 an der Freien Universität Berlin zum Dr. phil. promoviert.
Von 1993 bis 2002 war er leitender Mitarbeiter am Kriminologischen Forschungsinstitut Niedersachsen. Während dieser Zeit habilitierte er sich 2000 in Hamburg. Von 2002 bis 2007 war er Professor für Kriminalwissenschaften mit Schwerpunkt Kriminologie an der Niedersächsischen Fachhochschule für Verwaltung und Rechtspflege in Hildesheim und bis 2007 zugleich 
Privatdozent am Institut für Sozialwissenschaften der Stiftung Universität Hildesheim. Bevor er 2014 zum niedersächsischen Innenministerium wechselte, lehrte er ab 2007 als Professor an der Norddeutschen Hochschule für Rechtspflege.
Ohlemacher ist begraben auf dem St. Petri-Friedhof in Göttingen-Weende.

## Schriften (Auswahl)
- Abweichung von der Norm. Netzwerkanalytische und systemtheoretische Perspektiven auf Kriminalität und Protest. Nomos, Baden-Baden 2000, ISBN 3-7890-6984-1.
- Soziologie der Kriminalität. Theoretische und empirische Perspektiven. Juventa, München 2002, ISBN 3-7799-1475-1 (mit Christian Lüdemann).
- Polizei im Wandel? Organisationskultur(en) und Organisationsreform. Verlag für Polizeiwissenschaft, Frankfurt am Main 2007, ISBN 978-3-86676-003-5 (als Herausgeber).
- Polizei und Gewalt. Interdisziplinäre Analysen zu Gewalt gegen und durch Polizeibeamte. Verlag für Polizeiwissenschaft, Frankfurt am Main 2012, ISBN 978-3-86676-235-0 (als Herausgeber).